# Бруг
Бруг (фр. Brugg, итал. Brugg) је град у северној Швајцарској. Бруг се налази у оквиру кантона Аргау.
Бруг и суседни град Баден чине једну од највећи урбаних целина у оквиру Швајцарске.

## Природне одлике
Бруг се налази у северној делу Швајцарске, близу границе са Немачком - 10 km северно од града. Од најближег већег града, Цириха град је удаљен 28 km северозападно.
Рељеф: Бруг се налази у области плодне и густо насељене Швајцарске висоравни, на приближно 350 метара надморске висине. Град је смештен у уској долини реке Лимат. Околина града је заталасана и густо насељена.
Клима: Клима у Бругу је умерено континентална.
Воде: Кроз Бруг протиче река Ар. Она дели град на јужни, већи и северни, мањи део.

## Историја
Подручје Бруга је било насељено још у време праисторије и Старог Рима, али није имало велики значај.
Данашње насеље са датим називом први пут се спомиње 1064. године као посед Хабзбурговаца, који се управо први пут историјски спомињу као велможе Бруга. Ускоро град потпада под војводство Аргау. Међутим, војводство Берн је већ 1415. преотело град и околину. Оно је господарило Бругом следећих неколико векова и под утицајем Берна је уведена протестантска вера у 16. веку.
Током 18. века Бруг се почиње развијати и јачати економски. Тада град добија одлике значајнијег насеља. После неколико бурних година под Наполеоном град се наставио развијати на свим пољима. Ово благостање града се задржало до дан-данас.

## Становништво
2008. године Бруг је имао преко 10.000 становника, што је чак 4 пута више него пре једног века. Од тога приближно 24,9% су страни држављани.
Језик: Швајцарски Немци чине традиционално становништво града и немачки језик је званични у граду и кантону. Међутим, градско становништво је током протеклих неколико деценија постало веома шаролико, па се на улицама Бруга чују бројни други језици. Тако данас немачки говори 83,8% градског становништва, а прате га италијански (2,9%) и српскохрватски језик (2,4%).
Вероисповест: Месни Немци су у 16. веку прихватили протестантизам. Међутим, последњих деценија у граду се знатно повећао удео римокатолика. Данас су веома бројни протестанти и римокатолици, а потом следе атеисти, муслимани, православци.

## Галерија слика
- протестантска црква
- Градска кућа
- Градска железничка станица
- Стара „Латинска“ школа